# زمین‌لرزه ۱۹۹۱ کلمبیا
زمین‌لرزه کلمبیا  در تاریخ ۱۹ نوامبر ۱۹۹۱ میلادی، برابر با ‎۲۸ آبان ۱۳۷۰، ساعت ۲۲:۲۸:۵۱ به زمان یوتی‌سی در کلمبیا رخ داد. ژرفای این زلزله ۲۵ کیلومتر بود، و بزرگی آن ۷٫۲ در مقیاس Mw اعلام شده‌است. زمین‌لرزه به وقت محلی در روز سه‌شنبه، ساعت ۱۷ روی داده و منطقه زمانی آن یوتی‌سی -۵ بوده‌است .
سازمان زمین‌شناسی آمریکا نیز رومرکز این زمین‌لرزه را در مختصات ۴°۳۳′۱۴″شمالی ۷۷°۲۶′۳۱″غربی / ۴٫۵۵۴°شمالی ۷۷٫۴۴۲°غربی و ژرفای آنرا در ۲۱ کیلومتر گزارش کرده‌است. بزرگی برگزیدهٔ این سازمان از میان بزرگیهای محاسبه‌شدهٔ مختلف ۷٫۲ در مقیاس Mw بوده و از دید اثر، در میان چهار دسته‌بندی «نامحسوس»، «محسوس»، «زیان‌آور» یا «با تلفات»، زلزله را «با تلفات» اعلام کرده‌است.
پروژهٔ «تنسور گشتاور مرکزوار» زاویه‌های (راستا، شیب، ریک) گسل سازندهٔ زمین‌لرزه و صفحه عمود بر آنرا (°۱۳، °۱۳، °۹۵) یا (°۱۸۸، °۷۷، °۸۹) و نوع گسل را «معکوس» فرارسانده‌است.
شمار کشتگان زلزله حدود ۲ نفر بوده‌است.تعداد زخمیان ۲ نفر برآورده شده‌است.بی‌خانمان شدگان نیز ۲۹۵ نفر اعلام شده‌است.